# ماريا يوهانا غورتز
ماريا يوهانا غورتز (بالسويدية: Maria Johanna Görtz)‏، والمعروفة أيضًا باسم جانيت غورتز (1783-1853) ، فنانة سويدية، تخصصت برسم الطبيعة الصامتة. كانت عضوة في الأكاديمية الملكية السويدية للفنون .
والدها هو حامل كأس البلاط ‏، يوهان هندريك غورتز. عرضت ماريا العديد من رسومات الطيور والزهور في معرض 1803 بأكاديمية الفنون. وأثار عملها إعجاب الأكاديمية التي أرسلت لها خطاب شكر وتشجيع. بعد مشاركتها في معرض عام 1804 ، تم تسجيلها في الأكاديمية. في عام 1805، أصبح لديها معرض ثالث، وجرى الحديث عنه كثيرًا. واصلت غورتز عملها كفنانة بنشاط ملحوظ، وشاركت في العديد من المعارض بين 1803 و 1826. أكثر لوحاتها إثارة للإعجاب كانت لإحدى الطيور الميتة.